# Opatija Romsey
Romsey Abbey je župnijska cerkev anglikanske cerkve v Romseyu, tržnem mestu v Hampshireu, Anglija. Do razpada je bila cerkev benediktinski samostan. Zdaj je največja župnijska cerkev v okraju, saj je samostanska cerkev sedaj v Dorsetu

## Ozadje
Cerkev je bila prvotno zgrajena v 10. stoletju, kot del ustanovitve benediktincev. ohranjena cerkev je v mestu izstopajoča značilnost, ki je še toliko bolj presenetljiva, ker je bila opatija z nunami slabše finančno stoječa kot druge verske ustanove časa.

## Zgodovina
Verska skupnost so prvotno ustanovile nune na Rum's Eg, kar pomeni "območje Ruma obkroženo z močvirji" v letu 907. Vodila ga je Elflaeda, hči kralja Edvarda Starejšega, ki je bil sin Alfreda Velikega. Kasneje okoli leta 960 je kralj Edgar obnovil samostan kot benediktinskega, pod vodstvom Sv. Ethelflaeda, ki se je posvetila petju psalmov pozno ponoči, medtem ko je stala gola v ledeni vodi bližnje reke Test.
Verska skupnost je še naprej rasla in rasla je vas okoli nje. Leta 993 so Vikingi napadli vas in požgali prvotno cerkev. Okoli leta 1000 je bila prezidana v kamnu in vas je hitro okrevala. Samostan in njegova verska skupnost sta bila znana kot sedež učenja - še posebej za otroke plemstva.
V času Normanov je bila zgrajena precejšnja, nova kamnita opatija, zasnovana predvsem kot samostan, na starih anglosaških temeljih (okoli 1130-1140). Gradil je Henry Blois, škof Winchestra in opat Glastonburyja. Škof Henry je bil mlajši brat kralja Štefana in njegova zgradba je dominirala nad mestom. Leta 1240 je več kot 100 nun živelo v skupnosti.
Samostan je še naprej rastel in uspeval do časov, ko je v letih 1348-1349 razsajala črna smrt. Kar polovica prebivalcev mesta, ki je takrat štelo okoli 1000, je umrla za posledicami kuge, število redovnic se je zmanjšalo za več kot 80% na 19. Blaginja samostan je skopnela in se je končala z razpustitvijo leta 1539, po odloku kralja Henrika VIII.
Vendar opatije ni doletela usoda mnogih drugih verskih ustanov v tistem času in ni bila porušena, čeprav je bila skupnost sama prisilno razpršena. To pa zato, ker je imela v sodobnem smislu "dvojno uporabo". Vsebovala je cerkev znotraj cerkve - obsežen del, ki je bil posvečen Sv. Lovrencu in so ga uporabljali izključno meščani.
Kasneje leta 1544 je mesto odkupilo opatijo, nato so se lotili rušenja tega dela cerkve.
Samostan je do danes preživel ne nazadnje tudi zaradi prizadevanj častitega Edvarda Lyon Berthona v 19. stoletju, ki je odločil o njegovi obnovi in mu vrnil nekdanjo slavo. Zdaj je to največja župnijska cerkev v okrožju in grobnica britanskega admirala lorda Mountbattena. Leta 1947 je dobil naziv barona Romseya. Umorjen je bil v teroristični bombni eksploziji na Irskem 27. avgusta 1979 in je bil pokopan v samostanu, ob popolnem državnem pogrebu v Westminstrski opatiji.

## Zvonovi
Cerkveni zvonovi so bili nekoč v zvoniku, ki je sta zraven. Po rušenju leta 1625, je bilo šest zvonov preneseno na lesen zvonik na vrhu osrednjega stolpa. Bili so nadomeščeni z novim nizom osmih leta 1791; najtežji, tenor, ki tehta 26 cwt. Trije zvonovi so bili preoblikovani leta 1932. Zvonovi in njihov okvir iz osemnajstega stoletja, so bili obnovljeni leta 2007, ko so odstranili krono in zmanjšali težo tenorja na 22 cwt. Zvonovi so zdaj znani po vsej regiji kot eni izmed najbolje pojočih 8 zvonov.

## Orgle
Romsey Abbey ima dvoje orgel. Glavni instrument je bil zgrajen leta 1858 (JW Walker & Sons) in je nadomestil prejšnjega Henryja Costerja. Walkerjeve orgle so bile obnovljene v svoji sedanji legi in razširjene leta 1888. Glavna obnovitvena dela so opravili JW Walker & Sons Ltd leta 1995/96 pod nadzorom opatijskega organista Jeffreya Williamsa. Obnavili so mehanske dele in vse cevi. Leta 1999 so izdelali popolnoma nove cerkvene orgle s cevnim delom, ki se nahaja na južnem triforiju. Lahko se jih igra bodisi iz mobilne konzole v ladji ali iz glavne konzole.